# Sânmihaiu de Câmpie
Sânmihaiu de Câmpie (Hongaars: Mezőszentmihály) is een Roemeense gemeente in het district Bistrița-Năsăud.
Sânmihaiu de Câmpie telt 1563 inwoners.
De gemeente bestaat uit de volgende dorpen:
- Brăteni (Mezőbarátfalva)
- La Curte (Köbölkútitanyák)
- Sălcuța (Fűzkút)
- Sânmihaiu de Câmpie (Mezőszentmihály)
- Stupini (Mezősolymos)
- Zoreni (Lompérd)